# Freiheitsbrücke (Novi Sad)
Die Freiheitsbrücke (Serbisch: Мост Слободе/Most Slobode) ist eine Schrägseilbrücke über die Donau im serbischen Novi Sad.
Sie wurde zwischen 1976 und 1981 gebaut und 1981, am Jahrestag der Befreiung Novi Sads von den deutschen Besatzern, für den Verkehr freigegeben.
Von der Bevölkerung Novi Sads wird die Brücke auch als „Kamenički Most“ bezeichnet, da sie nach Sremska Kamenica führt.
Die Brücke ist eine Stahlbetonkonstruktion, sie ist 1312 m lang und 27,60 m breit. Sie hat sechs Fahrzeug- und zwei Fußgängerspuren, die beiden Pylonen sind 60 m hoch. Entworfen wurde die Brücke vom Architekten Nikola Hajdin, ausgeführt vom Belgrader Unternehmen Mostogradnja.
Die Brücke wurde am 3. April 1999 während eines Luftangriffes der NATO zerstört und stellte zwischenzeitlich ein großes Hindernis für den Schiffsverkehr dar. Am 11. Oktober 2005 wurde die wiederaufgebaute Brücke offiziell für den Verkehr freigegeben; die Wiederherstellung dauerte rund zwei Jahre und kostete ca. 40 Millionen Euro.

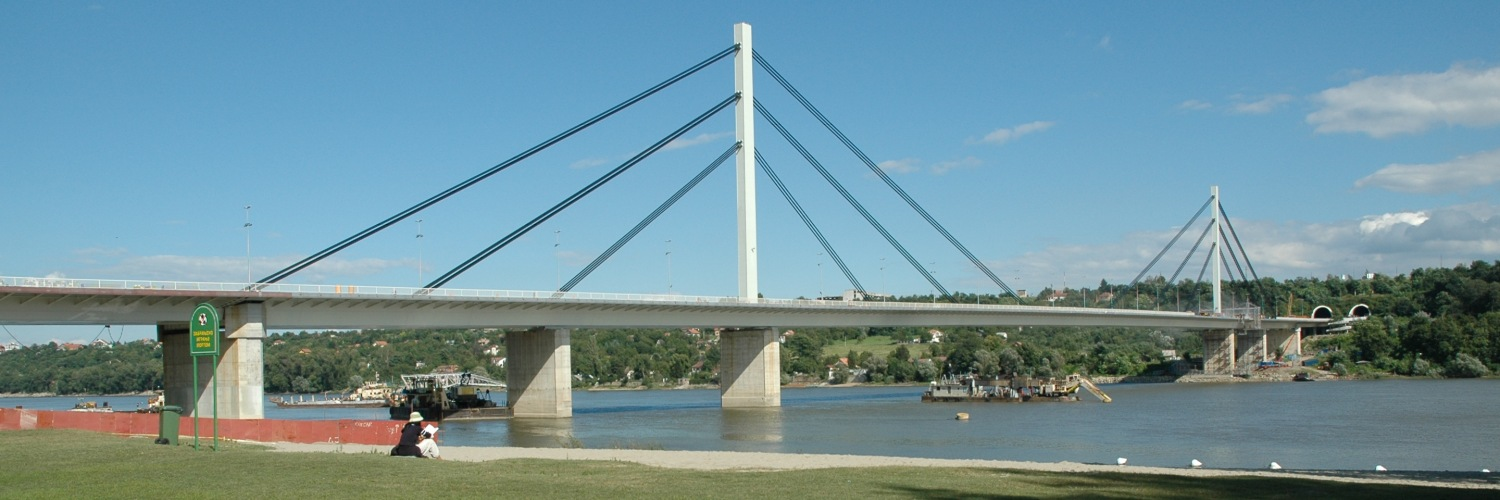
Freiheitsbrücke über die Donau in Novi Sad (August 2005)
Durch Luftangriff zerstörte Freiheitsbrücke (2001)
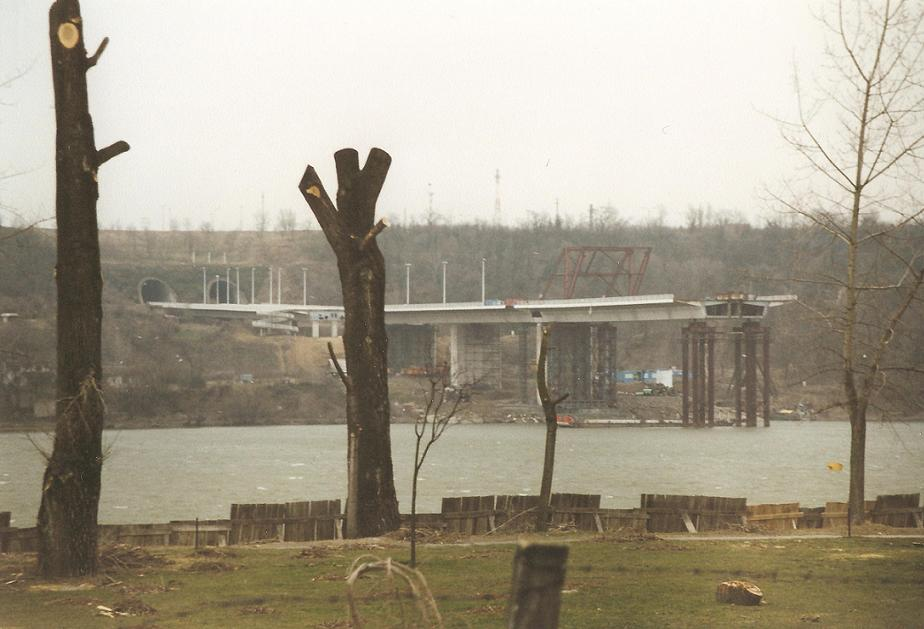
Wiederaufbau der Brücke